# HugoDécrypte (média)
HugoDécrypte, est un média en ligne français fondé en 2015 par Hugo Travers.

## Historique
En 2015, alors étudiant à Sciences Po, Hugo Travers crée la chaîne YouTube « Hugo Décrypte », un média qui se veut ouvert aux jeunes et informatif avec « un traitement journalistique de l’actualité » dans de courtes vidéos.
Le 17 mars 2020, HugoDécrypte lance un format quotidien traitant de l’actualité de la pandémie de Covid-19 baptisé « Point Coronavirus ». Rapidement, il diversifie ses sujets et renomme son contenu « Actus du Jour », contenu toujours actif et sous le même nom aujourd’hui, également accessible en podcast.
Le 3 juillet 2023, un nouveau format pour les « Actus du Jour » est annoncé, sous la forme d'une newsletter envoyée quotidiennement par e-mail. Celle-ci est notamment destinée aux internautes préférant lire les actualités, et permet à l'équipe de traiter des sujets qui ne sont pas abordés dans les vidéos[source secondaire nécessaire].

## Autres

### Mashup
Le 13 janvier 2022, HugoDécrypte lance une émission hebdomadaire d'actualité au format talk-show baptisée « Mashup » et diffusée sur Twitch.
La dernière émission date de novembre 2022.

### Elan
Le 31 mars 2024, HugoDécrypte lance un nouveau média intitulé « Elan », un site web autour de l’insertion professionnelle. Ce lancement s'accompagne d'une plateforme avec des annonces d’emploi ayant pour objectif de rapprocher les jeunes des entreprises. À travers un communiqué, l'équipe de HugoDécrypte annonce que « des déclinaisons sur d'autres supports sont prévues par la suite ».

## Modèle économique et indépendance
En 2018, la chaîne reçoit des financements de la part de YouTube dans le cadre des YouTube Creators for Change de UNDP.
En 2019, avec un résultat net de 61 800 € (71 043,61 €2024), 80% des recettes de l'entreprise proviennent de la production de contenu ciblé pour des marques.
L'entreprise HugoDécrypte emploie 13 personnes en septembre 2021, et s'élargit à une vingtaine de salariés en 2023, la plupart de jeunes journalistes,.
En 2023, avec plus de 15 personnes, l'entreprise HugoDécrypte, réalise un chiffre d'affaires de 600 000 € (612 003 €2024) selon Sudinfo.
En 2024, l'entreprise HugoDécrypte a plusieurs sources de revenus, comme la monétisation des vidéos YouTube et TikTok, la collaboration commerciale avec des marques et la coproduction de longs formats avec d'autres médias.

## Accueil
Approché par le groupe TF1 à ses débuts, le média fait finalement ses débuts dans le monde de la télévision avec France Télévisions avec l'émission HugoDécrypte : L'interview face cachée sur France 2.
En 2024, HugoDécrypte (Actus du jour) est le podcast le plus écouté en France. HugoDécrypte est également le compte d'information le plus suivi et vu sur TikTok (avec 5 millions d'abonnés en 2024), et ses comptes Instagram (3 millions d'abonnés plus 1 million d'abonnés pour les comptes consacrés au sport et à la culture en 2024) et YouTube (2,4 millions et 1,7 million d'abonnés en 2023).

## Critiques
Le manque de mise en contexte et de contradiction lors des interviews politiques est critiqué, notamment sur l'espace laissé disponible aux éléments de langage.
En 2021, HugoDécrypte republie sans vérification une fausse information produite dans le cadre d'une campagne publicitaire de BETC. Le média rectifie l’information le soir même à la suite du signalement d'Arrêt sur images.